# 八戸統括センター
八戸統括センター（はちのへとうかつセンター）は、東日本旅客鉄道（JR東日本）盛岡支社の駅・運転士・車掌を所管する組織である。
2024年3月16日に八戸営業統括センター、八戸運輸区を統合して発足。

## 所管

### 駅
- 八戸駅 - 所長所在駅
- 七戸十和田駅
- 本八戸駅◯
- 鮫駅◯
- 久慈駅◯

※ 上記は有人駅のみ記載　◯: JR東日本東北総合サービスに業務委託
- 八戸線 :全線

### 乗務ユニット
- 八戸駅近傍に設置（旧八戸運輸区）
- 担当線区（運転士・車掌）
  - 八戸線 - 全線

## 歴史
- 2022年10月11日 - 八戸営業統括センター（八戸、七戸十和田各駅の統合）が発足。
- 2024年3月16日 - 八戸営業統括センターに、八戸運輸区を統合し、八戸統括センター発足。八戸営業統括センター、八戸運輸区を廃止する。

## 青森営業統括センター
青森営業統括センター（あおもりえいぎょうとうかつセンター）は、東日本旅客鉄道（JR東日本）盛岡支社の駅を所管する組織である。
2022年3月12日に青森駅、新青森駅を統合して発足。

## 所管

### 駅
- 青森駅 - 所長所在駅
- 新青森駅
- 蟹田駅◯
- 下北駅◯
- 大湊駅◯

※ 上記は有人駅のみ記載　◯: JR東日本東北総合サービスに業務委託
- 奥羽本線 : 新青森駅 - 青森駅
- 津軽線 : 全線
- 大湊線 : 全線

## 歴史
- 2022年3月12日 - 青森営業統括センター（青森、新青森各駅の統合）が発足。

| スタブアイコン | サブスタブ | この項目は、まだ閲覧者の調べものの参照としては役立たない、鉄道に関連した書きかけの項目です。この項目を加筆・訂正などしてくださる協力者を求めています（P:鉄道/PJ:鉄道）。 |